# Promozione Trentino-Alto Adige 1988-1989
Nella stagione 1988-1989 la Promozione era sesto livello del calcio italiano (il massimo livello regionale). Qui vi sono le statistiche relative al campionato in Trentino-Alto Adige.
Il campionato è strutturato in vari gironi all'italiana su base regionale, gestiti dai Comitati Regionali di competenza. Promozioni alla categoria superiore e retrocessioni in quella inferiore non erano sempre omogenee; erano quantificate all'inizio del campionato dal Comitato Regionale secondo le direttive stabilite dalla Lega Nazionale Dilettanti, ma flessibili, in relazione al numero delle società retrocesse dal Campionato Interregionale e perciò, a seconda delle varie situazioni regionali, la fine del campionato poteva avere degli spareggi sia di promozione che di retrocessione.

## Squadre partecipanti
| Squadra                         | Città                        |
| ------------------------------- | ---------------------------- |
| U.S. Borgo                      | Borgo (TN)                   |
| S.S.V. Bressanone / Brixen      | Bressanone (BZ)              |
| S.S.V. Brunico / Bruneck        | Brunico (BZ)                 |
| A.S. Fersina                    | Pergine Valsugana (TN)       |
| U.S. Garibaldina                | San Michele all'Adige (TN)   |
| A.S. Laives / Leifers           | Laives (BZ)                  |
| U.S. Levico Terme               | Levico Terme (TN)            |
| G.S. Olivolimpia                | Arco (TN)                    |
| U.S. Passirio Merano            | Merano (BZ)                  |
| A.C. Pinzolo                    | Pinzolo (TN)                 |
| U.S. Rotaliana                  | Mezzolombardo (TN)           |
| U.S. Salorno / Salurn           | Salorno (BZ)                 |
| A.S.C. Sankt Martin in Passeier | San Martino in Passiria (BZ) |
| U.S. Settaurense                | Storo (TN)                   |
| S.S.V. Taufers                  | Campo Tures (BZ)             |
| U.S. Terneno / Tramin           | Termeno (BZ)                 |

## Classifica finale
|  | Pos. | Squadra                   | Pt | G  | V  | N  | P  | GF | GS | DR  |
|  | ---- | ------------------------- | -- | -- | -- | -- | -- | -- | -- | --- |
|  | 1.   | Rotaliana                 | 40 | 30 | 16 | 8  | 6  | 41 | 25 | +16 |
|  | 2.   | Fersina                   | 38 | 30 | 11 | 16 | 3  | 30 | 18 | +12 |
|  | 3.   | Brunico / Bruneck Auswahl | 37 | 30 | 13 | 11 | 6  | 33 | 19 | +14 |
|  | 4.   | Passirio Merano           | 35 | 30 | 11 | 13 | 6  | 34 | 24 | +10 |
|  | 5.   | Levico Terme              | 35 | 30 | 10 | 15 | 5  | 29 | 19 | +10 |
|  | 6.   | Salorno / Salurn          | 33 | 30 | 9  | 15 | 6  | 31 | 19 | +12 |
|  | 7.   | Laives / Leifers          | 32 | 30 | 11 | 10 | 9  | 31 | 26 | +5  |
|  | 8.   | Settaurense               | 29 | 30 | 8  | 13 | 9  | 25 | 32 | -7  |
|  | 9.   | Taufers                   | 28 | 30 | 10 | 8  | 12 | 25 | 27 | -2  |
|  | 10.  | Termeno / Tramin          | 27 | 30 | 10 | 7  | 13 | 40 | 51 | -11 |
|  | 11.  | Garibaldina               | 27 | 30 | 6  | 15 | 9  | 21 | 35 | -14 |
|  | 12.  | Pinzolo                   | 26 | 30 | 8  | 10 | 12 | 29 | 33 | -4  |
|  | 13.  | Sankt Martin Passeier     | 26 | 30 | 7  | 12 | 11 | 16 | 20 | -4  |
|  | 14.  | Olivolimpia               | 26 | 30 | 8  | 10 | 12 | 30 | 36 | -6  |
|  | 15.  | Borgo                     | 26 | 30 | 8  | 10 | 12 | 31 | 39 | -8  |
|  | 16.  | Bressanone / Brixen       | 15 | 30 | 4  | 7  | 19 | 15 | 38 | -23 |

## Spareggio salvezza
03/06/1989 a S.Michele All'Adige : Olivolimpia-Borgo 1-0.